# Brianna Glenn
Pour les articles homonymes, voir Glenn.
Brianna Glenn (née le 18 avril 1980 à Santa Ana) est une athlète américaine spécialiste du saut en longueur.

## Carrière
Étudiante à l'Université d'Arizona, Brianna Glenn remporte les titres du 200 m et du saut en longueur lors des Championnats NCAA de 2001. L'année suivante, elle s'adjuge son premier titre de championne des États-Unis où elle réalise 6,46 m en finale de la longueur. Alignée sur trois épreuves lors des championnats universitaires de 2002, l'Américaine termine troisième au saut en longueur, 4e sur 100 m et 6e sur 200 m. Elle se classe septième de la finale mondiale de l'IAAF en 2006 mais ne parvient pas à se qualifier pour les Championnats du monde de 2007 après sa quatrième place obtenue lors des sélections américaines. Victime d'une blessure peu avant les Championnats des États-Unis de 2008, elle fait son retour au plus haut niveau dès l'année suivante en améliorant son record personnel de la longueur lors du meeting de New-York avec la marque de 6,72 m. Sélectionnée pour les Championnats du monde de Berlin grâce à sa deuxième place obtenue lors des championnats nationaux derrière sa compatriote Brittney Reese, Brianna Glenn se classe neuvième de la finale avec 6,59 m.
Elle établit la meilleure performance de sa carrière en salle en début de saison 2010 en réalisant 6,59 m à Albuquerque. Le 12 juin, l'Américaine remporte le meeting de New-York, cinquième étape de la Ligue de diamant 2010 grâce à un bond à 6,78 m.

## Records personnels
- Plein air : 6,72 m (2009)
- Salle : 6,78 m (2010)

## Palmarès
- Championnats des États-Unis : vainqueur en 2002 (saut en longueur)
- Championnats NCAA : vainqueur en 2001 (200 m et saut en longueur)